# Lancea hirsuta
Lancea hirsuta är en tvåhjärtbladig växtart som beskrevs av Bonati. Lancea hirsuta ingår i släktet Lancea och familjen Mazaceae. Inga underarter finns listade i Catalogue of Life.